# Phoenicoprocta albigutta
Phoenicoprocta albigutta är en fjärilsart som beskrevs av William Schaus 1905. Phoenicoprocta albigutta ingår i släktet Phoenicoprocta och familjen björnspinnare. Inga underarter finns listade i Catalogue of Life.